# Marie-Thérèse Kaiser
Marie-Thérèse Kaiser (nacida en 1996) es una política y exmodelo alemana, miembro del partido Alternativa para Alemania (AfD). La alianza de acción de Rotenburgo Aufstehen gegen Rassismus («Levántate contra el racismo») la describió como una de las activistas más importantes de la escena política alemana Neue Rechte.

## Primeros años y carrera
Cuando era adolescente, Kaiser participó en varios concursos de belleza en Baja Sajonia y a la edad de 16 años ya era candidata al título de Miss Bremen 2013/2014. Según sus propias declaraciones, Kaiser completó una licenciatura en administración de moda, lujo y venta minorista en 2019, durante la cual también completó una capacitación en idiomas extranjeros. Trabajó como modelo para varias revistas durante varios años y apareció en el programa de citas de televisión Take Me Out en RTL. Kaiser también trabajó como empleada del departamento de arte en varias producciones cinematográficas alemanas.

## Carrera política
Hasta 2015, Kaiser fue miembro de la Junge Union («Unión Joven»), el ala juvenil de la CDU/CSU, de la que luego se fue, según sus propias declaraciones, por su disgusto con la política de refugiados y migración de la Unión Demócrata Cristiana (CDU). En otoño de 2017, se convirtió en miembro de Alternativa para Alemania (AfD) después de asistir a un evento de AfD organizado por Alexander Gauland y Bernd Baumann algún tiempo antes de las elecciones federales de 2017.
Kaiser es presidenta de la asociación de distrito AfD en Rotemburgo del Wumme y miembro de la junta directiva de la asociación estatal AfD en Baja Sajonia.
Desde febrero de 2018, ganó mayor notoriedad a través de su coorganización de varias manifestaciones denominadas «Merkel-muss-weg» («Merkel debe irse») en Hamburgo, y como el rostro de una campaña electoral de Alternativa Joven para las elecciones locales de Renania del Norte-Westfalia de 2020.
En las elecciones federales de 2021, se presentó como candidata directa de AfD en el distrito electoral de Stade I - Rotenburgo II. En las elecciones de distrito de 2021 en el distrito de Rotenburgo, la AfD logró el 1,71 por ciento (por debajo del 6,6 por ciento que obtuvieron en 2016). Kaiser ganó el único escaño de AfD en el consejo de distrito de 55 miembros.

### Proximidad a la escena Neue Rechte
Kaiser mantiene contactos con el movimiento identitario, que está clasificado como un movimiento extremista de derecha, y ha estado involucrada en varios formatos de pódcasts y videos web para Ein Prozent für unser Land («Uno por ciento para nuestro país»), un proyecto de campaña de derecha que está cerca de Der Flügel («El ala»), el ala de la AfD alrededor de Björn Höcke. También apareció como invitada en el programa Laut Gedacht en un canal de YouTube dirigido por miembros del movimiento identitario. En el transcurso de su afiliación a AfD, asistió a numerosos eventos organizados por Compact Magazine y el Instituto de Política Estatal de Götz Kubitschek. En septiembre de 2021, anunció en Twitter el canal del expresidente del estado JN de Baja Sajonia, Julian Monaco. A través de su perfil de Instagram, en el que tiene un total de alrededor de 9000 suscriptores a partir de octubre de 2020, se ha conectado con protagonistas de la escena de derecha a extremista, incluidos los raperos Prototyp (Kai Naggert) y Chris Ares, así como el guitarrista de la banda de rock derechista Stahlgewitter, Frank Kraemer. Después de que personas del Movimiento Ciudadanos del Reich (personas que rechazan la legitimidad del estado alemán moderno) participaran en varias manifestaciones que ella ayudó a organizar, Kaiser declaró que no tenía problemas con los ciudadanos que disputaban la existencia del estado alemán, afirmando que mientras se guardaran sus declaraciones para sí mismos, son bienvenidos a manifestarse junto a ella.

## Puntos de vista políticos
Kaiser se pronunció dentro de la AfD contra la lista de incompatibilidad del partido, por la cual los exmiembros del Partido Nacionaldemócrata de Alemania, un partido de extrema derecha y neonazi, no pueden convertirse en miembros del partido AfD. También criticó al portavoz federal de AfD, Jörg Meuthen, después de que se pronunciara a favor de disolver Der Flügel.
Después de que el presidente de la AfD en Turingia, Björn Höcke, calificara el memorial del Holocausto en Berlín como un «monumento de la vergüenza» en un discurso, Kaiser se puso del lado de Höcke y protestó que la controversia resultante de sus palabras se debió a que lo habían malinterpretado. Ella comentó sobre este dicho: «Miro hacia el futuro y trato los temas que están actualmente en el corazón de la gente. Hay suficientes sitios de construcción, entonces no tienes que trabajar en la historia nazi una y otra vez».
Después de que el político exmiembro de AfD, Uwe Junge, describiera el brazalete de capitán arcoíris de Manuel Neuer durante la Eurocopa 2020 como un «Schwuchtelbinde» («brazalete de maricón»), Kaiser condenó el comportamiento de Junge como «perjudicial para el partido» y se pronunció en contra de la homofobia dentro de AfD. Sin embargo, enfatizó con relación a esto que «[...] [debe cuestionarse] hasta qué punto los homosexuales podrían representar una imagen familiar tradicional. [...] La familia está bajo una protección especial».